# Куцова, Элеонора Фёдоровна
Элеонора Фёдоровна Куцова (11 декабря 1925, Московская губерния — 7 мая 2017, Москва) — советский и российский юрист, специалист по советскому и российскому уголовному процессу; выпускница Московского юридического института (1948), доктор юридических наук с диссертацией о правах личности в уголовном процессе (1987), профессор на кафедре уголовного процесса юридического факультета МГУ (1990); заслуженный профессор Московского университета (1997).

## Биография
Элеонора Куцова родилась в Подмосковье 11 декабря 1925 года; детство провела в Москве и в 1944 году поступила в Московский юридический институт (МЮИ), который окончила в 1948 (с отличием). После получения высшего образования поступила в аспирантуру и в 1951 году защитила кандидатскую диссертацию по теме «Обжалование приговоров в советском уголовном процессе» — стала кандидатом юридических наук и начала работать в институте: являлась преподавателем МЮИ, а затем — старшим преподавателем.
После объединения юридического факультета МГУ с Московским юридическим институтом, произошедшего в 1954 году, Куцова последовательно занимала должности ассистента, старшего преподавателя и старшего научного сотрудника МГУ, работая на кафедре уголовного процесса. В 1973 году она стала доцентом. В последние годы существования СССР, в 1986, она успешно защитила докторскую диссертацию по теме «Уголовно-процессуальные гарантии прав и законных интересов личности (советский уголовный процесс)», выполненную на факультете. Была утверждена ВАК СССР доктором юридических наук в следующем году. В 1989 году она заняла позицию профессора на кафедре уголовного процесса, правосудия и прокурорского надзора — через год была удостоена ученого звания профессора. Уже в России, в 1997 году, стала заслуженным профессором Московского университета.
В 1978 году Куцова стала членом научно-консультативного совета, созданного при Верховном Суде РСФСР (впоследствии совет действовал при Верховном Суде РФ). В период с 1992 по 1994 год она входила в рабочую группу, существовавшую при государственно-правовом управлении президента России и занимавшуюся подготовкой проекта Уголовно-процессуального кодекса РФ (УПК). Помимо этого, она принимала участие в подготовке ряда законопроектов: включая изменения в УПК РСФСР, в закон о судах общей юрисдикции РФ и в законодательство об органах российского судейского сообщества.
В советские годы Куцова получила благодарности от президиумов Верховных Советов нескольких союзных республик как участник разработки советского республиканского законодательства; в 1979 году получила благодарность юридической комиссии при президиума Верховного Совета СССР как один из разработчиков проекта закона о прокуратуре. В 1996 году она получила благодарность от председателя совета Межпарламентской ассамблеи государств — участников СНГ за подготовку модельного уголовно-процессуального кодекса государств — членов СНГ.
В период с 1991 по 1994 год Куцова являлась членом совета Союза юристов России; состояла в ученом совете Московской городской коллегии адвокатов. Входила в диссертационные советы как МГУ, так и нескольких других юридических научных учреждений России. Занимала пост декана на факультете народных заседателей и на факультете товарищеских судов Народного университета правовых знаний, созданного при юридическом факультете Московского университета; возглавляла сам Народный университет и работала в обществе «Знание». Скончалась 7 мая 2017 года и была похоронена на Востряковском кладбище.

## Работы
Элеонора Куцова специализировалась на советском и российском уголовном законодательстве:
- «Гражданский иск в уголовном процессе» (Москва, Госюриздат, 1955)
- «Учебно-методическое пособие для проведения практических занятий по теме «Приостановление и прекращение производства по делу»» (Москва, Московский университет, 1955)
- Учебно-методическое пособие для проведения практических занятий по уголовному процессу: Обжалование, опротестование и проверка приговоров, не вступивших в законную силу (Москва, 1955)
- «Советская кассация как гарантия законности в правосудии» (Москва, Госюриздат, 1957)
- «Исполнение приговора: Лекция по уголовному процессу для студентов вечернего и очного обучения» (Москва, Издательство Московского университета, 1960)
- «Гарантии прав личности в советском уголовном процессе: Предмет, цель, содержание» (Москва, Юридическая литература, 1973)
- «Учебное пособие по советскому уголовному процессу» (сост. Элеонора Куцова, Юрий Лубшев, Т. М. Махова, Москва, Издательство МГУ, 1981)
- «Суд присяжных: Пособие для судей» (сост. Сергей Вицин, Инга Михайловская, Лидия Алексеева, Элеонора Куцова, амер. консультанты К. Э. Брюс и др., научный редактор С. Теймэн; Американская ассоциация юристов, Прогр. СИЛИ, Российская правовая академия; Москва, ТОО «Иван», 1994)
- «Образцы уголовно-процессуальных документов: сборник» (Леонид Башкатов, Галина Ветрова, Наталия Ильютченко и др., под ред. Элеоноры Куцовой и Юрия Орлова, Москва, Юристъ, 1999)
- «Хрестоматия по уголовному процессу» (сост., Москва, Городец, 1999)
- «Курс уголовного процесса» (соавт., 2016)